# Radiometro di Crookes

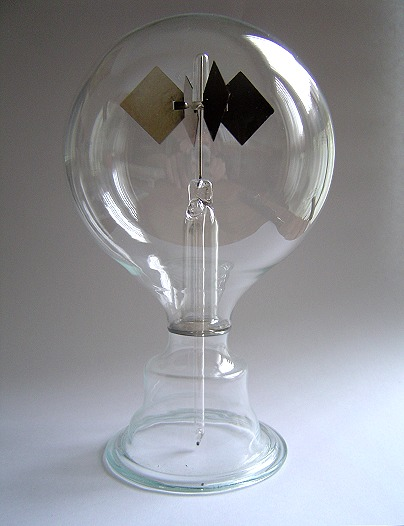
Radiometro di Crookes.

Il "radiometro di Crookes", conosciuto anche come "mulino a luce" o "motore solare", consiste in un bulbo di vetro ermetico entro cui è stato fatto un vuoto parziale. All'interno c'è una girandola montata su di un fuso. Le palette entrano in rotazione quando vengono esposte alla luce e la velocità di rotazione è proporzionale all'intensità della sorgente luminosa, permettendo una stima quantitativa dell'intensità della radiazione elettromagnetica. La ragione della rotazione ha causato molti dibattiti scientifici.
L'apparecchio è stato inventato nel 1873 dal chimico William Crookes, come conseguenza di alcune sue ricerche. Eseguendo alcuni esperimenti di chimica molto accurati, mentre stava pesando alcuni campioni in una camera, in cui aveva creato un vuoto parziale per ridurre l'effetto delle correnti d'aria, notò che le misure erano disturbate quando la luce del sole colpiva la bilancia. Studiando questo effetto, creò il dispositivo che porta il suo nome. 

## Descrizione generale

Il radiometro di Crookes in funzione.

Il radiometro è costituito da un bulbo di vetro da cui l'aria è stata in gran parte rimossa, per formare un vuoto parziale. All'interno del bulbo, su una sede a basso attrito, c'è un rotore con diverse (di solito quattro) piastrine di metallo leggero poste in verticale. Le piastrine sono lucidate a specchio o dipinte di bianco su un lato, e nere sull'altro. Se esposto alla luce del sole, luce artificiale o radiazioni infrarosse (anche il calore di una mano posta vicino può essere sufficiente), le piastrine cominciano a ruotare senza nessun apparente motore che le spinga, in modo che il nero segua il lucido o bianco che sia. In altre parole è come se venisse esercitata una pressione maggiore sulla faccia nera che su quella lucida che è esattamente l'opposto di quello che Crookes si aspettava.
In realtà l'esperimento non prova la pressione di radiazione della luce. Nell'ampolla vi è una minima quantità di gas residuo e in un primo tempo si pensava che queste poche particelle di gas rimbalzassero sulla faccia nera, la quale essendo più calda di quella lucida le facesse rinculare con maggior forza che sulla faccia lucida. Tuttavia la spiegazione è leggermente più complessa e fu data da Osborne Reynolds (1842-1912) che spiegò essere causata dal flusso di gas dalle zone calde alle zone fredde: la spinta del gas che passa dalla zona calda (lato nero) a quella fredda (lato bianco) si genera al “bordo” della pala e non su tutta la superficie della stessa, quando le molecole "scavalcano" il bordo stesso. La prova che la rotazione è generata dalle molecole di gas piuttosto che dalla pressione della luce si ottiene aumentando il vuoto a valori molto alti e osservando che le palette si fermano, nonostante siano fortemente illuminate (vedi anche video la pressione della luce). La misura dell'intensità della radiazione avviene quindi in modo indiretto, nel senso che un maggior irraggiamento delle palette riscalda sempre più il lato nero che quindi respinge con più energia le molecole del gas, causando una rotazione più veloce.
La "radiazione" a cui fa riferimento il nome è la radiazione elettromagnetica. Un radiometro di Crookes, coerentemente con il suffisso -metro presente nel nome, fornisce, infatti, una misura dell'intensità della radiazione elettromagnetica.
I radiometri si trovano comunemente in vendita in tutto il mondo come curiosi soprammobili per la casa, senza bisogno di batterie: la sola luce basta a far girare le palette; una luce intensa le fa roteare vorticosamente. Si presentano in diverse forme e dimensioni (es. in fotografia) e sono anche usati nei musei della scienza per illustrare la "pressione di radiazione" anche se hanno a che fare con essa solo in modo indiretto come visto sopra.
Altri strumenti basati su un principio costruttivo simile ma più finemente implementato dimostrano in maniera diretta l'effetto della pressione della luce (vedi ancora il video la pressione della luce parte seconda).